# NGC 6468
NGC 6468 је спирална галаксија у сазвежђу Херкул која се налази на NGC листи објеката дубоког неба.
Деклинација објекта је + 17° 12' 36" а ректасцензија 17h 50m 39,2s. Привидна величина (магнитуда) објекта NGC 6468 износи 14,4 а фотографска магнитуда 15,1. NGC 6468 је још познат и под ознакама IC 1268, MCG 3-35-36, CGCG 112-57, NPM1G +17.0637, IRAS 17489+1713, PGC 60971.